# Jobspost
Jobspost är en underrättelse om någonting sorgligt eller en svår motgång som drabbar en, ett olycksbudskap.
Begreppet är en eponym taget från Jobs bok i Bibeln, där Job får veta att blixten slagit ner hans boskap och att kaldéerna dödat hans tjänare.